# 托马索·蒂托尼
托马索·蒂托尼（義大利語：Tommaso Tittoni，1855年11月16日—1931年2月7日），是意大利王国时期外交官、政治家。他从1903年至1909年担任意大利外交大臣，期间于1905年3月担任了两周的总理，他也因此成为意大利历史上任期最短的总理。